# روسلوسور
روسلوسور(نام علمی: Russellosaurus) نام یک سرده از تیره موساسوریان است.